# Forficulidae
Los forficúlidos (Forficulidae) son una familia de Dermaptera en el suborden Forficulina. Existen más de 70 géneros y 490 especies descriptas en Forficulidae
Incluye especies tal como Forficula auricularia (la tijereta común) y Apterygida media..

## Subdivisiones
Subfamilia Allodahliinae

Eulithinus
Subfamilia Anechurinae

Anechura
Subfamilia Chelidurinae

Chelidura
Mesochelidura
Pseudochelidura
Subfamilia Forficulinae

Apterygida
Forficula
Incertae sedis 

Allodahlia
Anechura
Apanechura
Chelidura
Chelidureli
Chelidurella
Doru
Eparchus
Eulithinus
Guanchia
Mesochelidura
Oreasiobia
Perirrhytus
Pseudochelidura
Timomenus